# Frijol pinto
El fríjol Pinto es una variedad de fríjol común (Phaseolus vulgaris). Su nombre proviene de su apariencia moteada característica. Es el fríjol (alubia) con mayor producción de cultivo en el norte de México y el suroccidente de Estados Unidos.
En el cono sur se le conoce como poroto frutilla, mientras que en el Brasil se les llama feijão carioca (feijão significa fríjol en portugués). En contra de la creencia popular de ese país, estos fríjoles no fueron nombrados así por el Río de Janeiro, sino por una raza de cerdo que tiene el mismo color de la legumbre. En Portugal se les conoce como feijão catarino.
Hay un número de variedades distintas de fríjol Pinto, notablemente muchas de ellas son originarias del norte de España, lugar donde a la legumbre se le dedica una feria anual.

## Uso
El fríjol Pinto es un ingrediente muy importante en la cocina mexicana, donde lo más frecuente es que se coma entero (a veces en caldo) o machacado y luego refrito. Es un relleno común para burritos y también se usa como guarnición en la cocina de Nuevo México.
El fríjol Pinto seco se usa con frecuencia reconstituido o enlatado en muchos platos, especialmente en los fríjoles refritos. Es la variedad más popular para el chili con carne, a pesar de que los fríjoles rojos, los fríjoles negros y muchas otras variedades sean utilizadas en recetas locales.
Los fríjoles Pinto se encuentran también en la cocina brasileña. Las legumbres, principalmente el fríjol común, son una comida insignia en todas partes de ese país
En el sur de Estados Unidos los fríjoles Pinto alguna vez fueron un alimento insignia, especialmente durante los meses de invierno. Algunas organizaciones e iglesias en áreas rurales patrocinador aún patrocinan "cenas de fríjol Pinto" para encuentros sociales y recaudación de fondos.

## Variedades

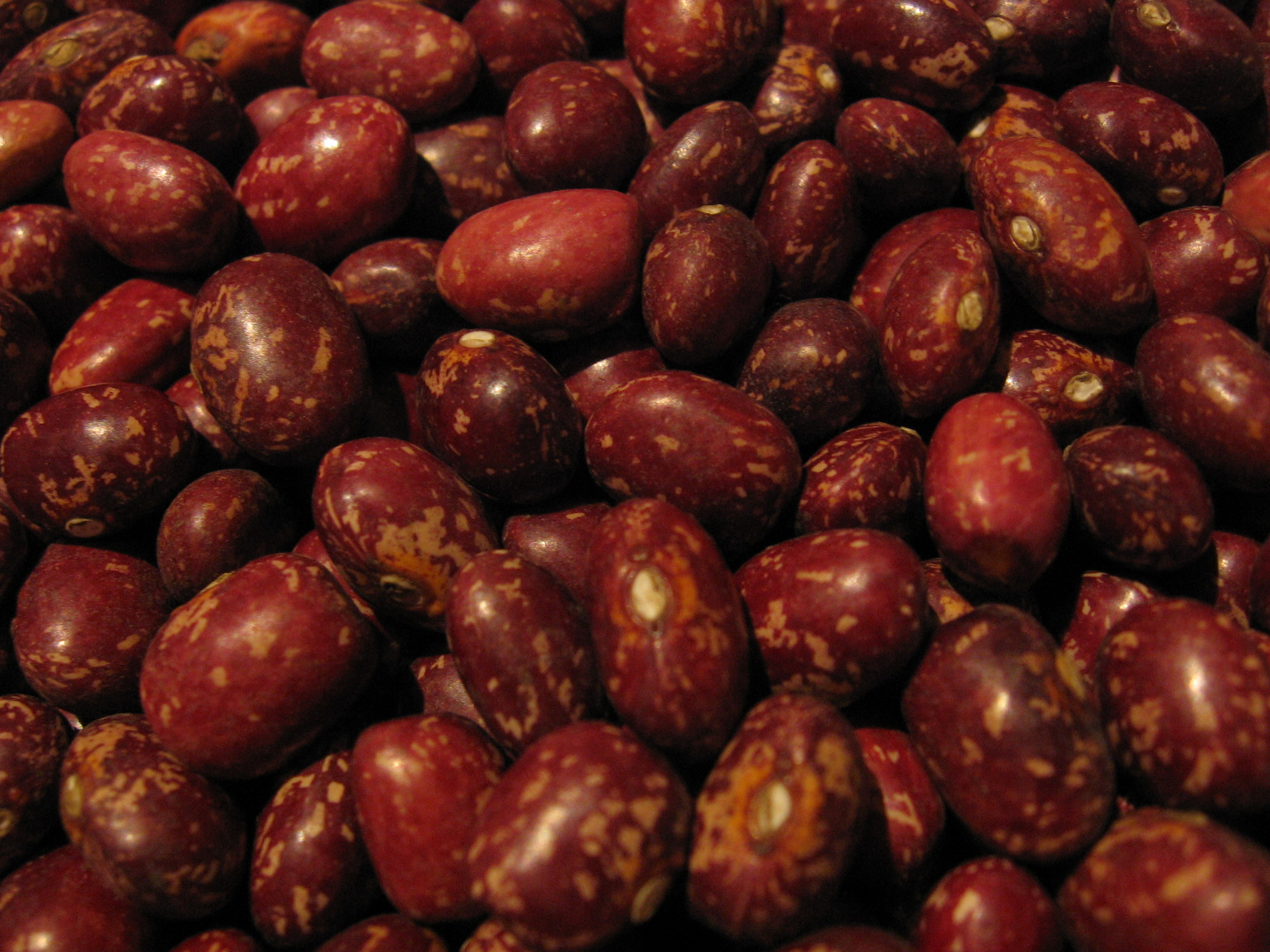
La Alubia pinta alavesa es un fríjol Pinto rojo nativo de Añana, España.

Las variedades del fríjol Pinto incluyen al 'Burke', al 'Hidatsa', y al 'Othello'.
La alubia pinta alavesa es una variedad roja del fríjol Pinto, originaria de Añana, una ciudad y municipio ubicado en la provincia de Álava, en el País Vasco español. En octubre, se celebra la Feria de la alubia pinta alavesa en el pueblo de Pobes, en esa misma región.

## Cocina
Los fríjoles Pinto a menudo son remojados, lo que acorta en buena parte su tiempo de cocción. Si no se remojan, frecuentemente se hierven primero rápidamente por 10 minutos y luego se cocinan en estufa de dos a tres horas para que ablanden. En una olla presión se cocinan con mucha rapidez: tres minutos aproximadamente si están remojados y de 20 a 45 minutos si no lo están. Los tiempos de cocción varían considerablemente y dependen del origen del fríjol, la dureza del agua y muchos otros factores.

## Nutrición
El frijol Pinto es una legumbre rica en nutrientes y contiene muchos nutrientes esenciales. Es una buena fuente de proteína, fósforo y manganeso, y es también muy rico en fibra dietaria y ácido fólico.
El arroz y los fríjoles Pinto servidos con pan de maíz o tortillas de maíz son a menudo un alimento insignia donde hay poca disponibilidad de carne. Esta combinación contiene cantidades adecuadas de los aminoácidos esenciales necesarios para los humanos. El maíz complementa la relativa escasez relativa de metionina y cistina que tienen los fríjoles y los fríjoles complementan la escasez relativa de lisina y triptófano del maíz.
Algunos estudios indican que los fríjoles Pinto pueden reducir los niveles tanto del colesterol HDL, como del LDL.  Los fríjoles Pinto también han mostrado contener el fitoestrógeno cumestrol, el cual tiene una variedad de posibles efectos sobre la salud.